# Kleine Galerie an der Ulrichskirche
Die Kleine Galerie an der Ulrichskirche in Halle (Saale) existierte von 1947 bis 1951 und war neben der Galerie Henning die wichtigste private Kunstgalerie in der Saalestadt nach dem Zweiten Weltkrieg. Ihre Inhaber Herbert und dessen Sohn Heinz Rüger präsentierten in den Geschäfts- und Wohnräumen in der Leipziger Straße Kunst der klassischen Moderne und zeitgenössische Kunst vor allem von Künstlerinnen und Künstlern aus Halle (Saale), Leipzig, Dresden und Berlin.

## Geschichte
Die Galerie wurde 1947 von Herbert Rüger (1892–ca. 1966) gegründet und mit einer umfassenden Ausstellung am Pfingstwochenende 1947 eröffnet – parallel zur Eröffnungsschau der benachbarten Galerie Henning und der Kunstausstellung Sachsen-Anhalt 1947 im Kunstmuseum Moritzburg Halle (Saale).

### Vorgeschichte
Herbert Rüger stammte aus Dresden, wo er in der historischen Altstadt in der Rosmaringasse 1/Schloßstraße 5 das 1840 gegründete Hof- und Galanteriewaren-Geschäft J. G. Gärtner führte. Bereits im April 1935 hatte er eine Filiale in Halle (Saale) in der Nähe des Marktes am Kleinschmieden 6 eröffnet. Geschäftsfeld des Unternehmens war in beiden Städten die Anfertigung von und der Handel mit Schirmen, Stöcken, Drechslerwaren einschließlich Bernsteinschmucks. In der Leipziger Straße 98 in Halle (Saale) gab es seit 1898 das Geschäft F. B. Heinzel, den sogenannten Schirm-Heinzel. Nach dem Tod des letzten Inhabers des Familienbetriebs wird im Adressbuch der Stadt ab 1937 Herbert Rügers Ehefrau Elsa (1898–1960) als Verwalterin des Geschäfts in der halleschen Einkaufsstraße genannt. 1939 nennt das Adressbuch Herbert Rüger als Eigentümer der Leipziger Straße 98. Er erweitert das Sortiment in Richtung Kunstgewerbe und Luxusartikel. Infolge der verheerenden Bombardierung Dresdens am 13. Februar 1945 war Rügers Geschäft in der dortigen Schloßstraße zerstört worden und übersiedelte die Familie nach Halle (Saale). Hier mietete Rüger im Oktober ein weiteres Ladengeschäft in der Großen Steinstraße 1–2, dem heutigen Platz Am Steintor. Per 14. März 1946 wird Herbert Rüger im Handelsregister der Saalestadt als alleiniger Inhaber des Geschäfts in der Leipziger Straße 98 geführt. Ab 1950 firmierte das Geschäft offiziell als Kunstgewerbegeschäft bzw. Kunsthandlung. Im Betriebsprüfungsbericht des Finanzamts Halle (Saale) für das Jahr 1950 wird das Geschäftsfeld mit „Handel mit Kunst und kunstgewerblichen Gegenständen“ beschrieben. Zum 1. Januar 1951 übernahm Herbert Rügers Sohn Heinz (1924–2012) die Firma.

### Galeriebetrieb
Neben den Firmenunterlagen existieren nur wenige Dokumente zum Galeriebetrieb Herbert und Heinz Rügers. Gemäß den Befehlen der Sowjetischen Militäradministration waren sämtliche Kunstausstellungen und der Betrieb von Galerien genehmigungspflichtig, sodass Herbert Rüger einer offiziellen Autorisierung seine Ausstellungen bedurfte, die zumindest für das Eröffnungsjahr 1947 nachweisbar ist.
Die Eröffnung der Galerie fand am Pfingstsamstag 1947 statt, dem 24. Mai – 19 Tage nach der Eröffnung der Galerie Henning am 6. Mai. Eduard Hennings Galerie am heutigen Hansering (ab Dezember 1948 in der Lafontainestraße) befand sich nur etwa 200 Meter entfernt von der Herbert Rügers. Ein kleines Faltblatt informierte über die Ziele des Unternehmens: „Die hohe ethische Verpflichtung, die dieses Wort Beethovens dem Künstler auferlegt, bindet auch alle, die dazu beitragen wollen, dem Werke des Künstlers den Weg in die Öffentlichkeit zu bereiten. Ihre Aufgabe ist es zwar, nur zu vermitteln. Das aber verlangt, nach bestem Wissen und Gewissen auszuwählen, sich nicht auf eine Begrenzung, wie es dem Künstler ziemt, wie es der Neigung des Privatmannes natürlich ist, einzuengen, sondern allen Generationen, die selbst lebendig ins Leben unserer Zeit kräftig wirken, das Wort zu geben. Die Galerie sieht ihre Aufgabe darin, wertvollen Werken der Malerei, Plastik und angewandten Kunst aller jener Richtungen, die noch Gegenwärtiges aussprechen, Künftiges schon vorbereiten, ihre Räume offen zu halten und so zur notwendigen Gesundung unseres Kulturlebens einen bescheidenen, aber steten Beitrag zu leisten.“
Über die Eröffnung der Galerie wurde in keiner der lokalen oder überregionalen Tageszeitungen berichtet. Lediglich ein Artikel in der Freiheit berichtete im September 1947 von der zweiten Ausstellung der Galerie. Gemäß einer Aufstellung im Nachlass des Bildhauers Karl Albiker waren insgesamt 257 Arbeiten der bildenden und angewandten Kunst, die Rüger in seinen „Wohnräume[n] und Packräume[n] des Geschäfts“ eingerichtet hatte, zu sehen. Am umfangreichsten vertreten waren Charles Crodel mit 25 Werken, Curt Lahs mit 16 sowie Gerhard Marcks und Adolf Sonnenschein mit jeweils 10. Aus dem Kreis der Berliner Künstlerinnen und Künstler waren der 1942 verstorbene Hermann Blumenthal mit 9 Arbeiten aus dem Nachlass sowie Else Driessen, Fritz Duda, Peter Fischer, Otto Freytag, Karl Hartung, Bernhard Heiliger, Karl Hofer, Georg Kolbe, Käthe Kollwitz, Juro Kubicek, Jeanne Mammen, Oskar Moll, Richard Scheibe, Gustav Seitz, Hans Uhlmann und Mac Zimmermann vertreten, aus Dresden Karl Albiker, Hans und Lea Grundig, Karl Kröner, Wilhelm Lachnit, Hans Theo Richter und Paul Wilhelm, aus Leipzig Max Schwimmer und Walter Thiemann; die angewandte Kunst vertraten zahlreiche Künstlerinnen und Künstler von der Burg Giebichenstein, wie Hedwig Fischer, Dorothea Freise, Sigrid von Kleist, Karl Müller, Herbert Post und Lily Schultz sowie Elisabeth Crodel, Otto Scharge und Ilse Scharge-Nebel. Im Juni 1947 meldet Herbert Rüger dem zuständigen Referenten im Ministerium für Volksbildung der Landesregierung Sachsen-Anhalts, Werner Mayer-Günther, eine modifizierte Fortführung seiner Ausstellung mit einer detaillierten Werkliste. Die durchnummerierte Aufstellung enthält 338 Werke der bildenden Kunst. Hinzu kommen nicht im Detail benannte Arbeiten der angewandten Kunst von 65 Künstlerinnen und Künstlern.
Die zweite Präsentation im Herbst 1947 hat den Rezensenten der Freiheit „durch die Vielfalt der ausgestellten Arbeiten und der großen Zahl der Künstler, die hier vertreten sind“, überrascht. Im Fazit des Artikels heißt es: „Die beiden hallischen Privatgalerien, um deren Erstehung sich Eduard Henning und Herbert Rüger mit viel Sorgfalt bemühten, haben bereits einen großen Besucherkreis auch aus Berlin, Dresden, Leipzig, Erfurt und anderen Kreisen angezogen. Unsere Landeshauptstadt Halle […] erfährt durch diese sich laufend erneuernden Ausstellungen einen neuen Beitrag zum Neuaufbau des Kulturlebens, der bei dem Publikum und der Künstlerschaft freudigen Widerhall findet.“
Die Kunst, die Herbert Rüger in seiner Galerie zeigte, entsprach in keinster Weise dem, was die Kulturpolitiker der Deutschen Zentralverwaltung in Berlin und der Sowjetischen Militäradministration guthießen. Sehr schnell stand offenbar ihr Programm in der Kritik. So ist in einem Eintrag im Gästebuch der Galerie vom 2. Oktober 1948 zu lesen: „Die Galerie behält nach wie vor ihren alten Glanz, trotz mancher Schwierigkeiten, sodaß es jeder Mühe lohnt (sic!) sie weiterhin bestehen zu lassen.“ Vom Dezember desselben Jahres stammt ein Schreiben von Wilhelm Worringer, 1945 bis 1950 Ordinarius für Kunstgeschichte an der halleschen Universität und damit Instanz in künstlerischen Fachfragen, in dem dieser einer nicht genannten „Behörde gegenüber“ versichert, dass „die von Herrn Rüger veranstalteten wechselnden Ausstellungen sehr viel zur Lebendigkeit des Kunstlebens in Sachsen-Anhalt beitragen. Herr Rüger ist in offen[?]lligster Weise ständig bemüht gewesen, vielen Künstlern des Landes die Gelegenheit zu schaffen, ihre Arbeiten an die weitere Öffentlichkeit und zum eventuellen Verkauf zu bringen. Ich würde es ungemein bedauern, wenn seine kaufmännische Unternehmungskraft, die so vielen Künstlern zu Gute kommt und die auch bei einem grösseren Publikum dankbaren Anklang gefunden hat, durch irgendwelche Umstände behindert würde.“ Worringer selbst kehrte 1950 von einer Reise nicht in die DDR zurück, nachdem man in seiner Abwesenheit seinen Namen unter einen politischen Aufruf gesetzt hatte.
Die Ereignisse standen in einem direkten Kontext zur Formalismus-Realismus-Debatte, die im November 1949 mit dem Erscheinen des Artikels Über die formalistische Richtung in der deutschen Malerei. Bemerkungen eines Außenstehenden von Alexander Dymschitz, Leiter der Kulturabteilung der Sowjetischen Militäradministration, „offiziell“ entbrannte. Die letzte nachweisbare Ausstellung der Kleinen Galerie an der Ulrichskirche war eine Personalschau des Malers Peter Rückert, die im Januar/Februar 1951 stattfand.

### Kleine Galerie am Falkenstein
1948 eröffnete Herbert Rüger in Ostrau, einem Ortsteil von Bad Schandau, eine kleine Filiale seiner Galerie in Halle (Saale). Ihre Geschäfte lassen sich bis weit in die 1950er Jahre nachweisen.

### Auflösung von Geschäft und Galerie
Im Februar 1961 übersiedelte Heinz Rüger mit seiner Frau und Tochter in die Bundesrepublik, zunächst nach Stuttgart, später nach Wiesbaden. Die Firma F. B. Heinzel in Halle (Saale) wurde von den staatlichen Behörden liquidiert. Die Kleine Galerie an der Ulrichskirche gab es bereits seit 1951 nicht mehr, die Filiale in Ostrau wurde ebenfalls aufgelöst.